# جوجل برايمر
جوجل برايمر (بالإنجليزية: Google Primer)‏ هو تطبيق هاتف مجاني من جوجل ، مصمم لتعليم التسويق الرقمي و مهارات الأعمال إلى أصحاب الأعمال الصغيرة والمتوسطة ، الشركات الناشئة ، و الباحثين عن العمل باستخدام دروس تفاعلية مدتها خمس دقائق.
ظهر برايمر رسميًا في الولايات المتحدة في 15 سبتمبر 2015 و هو متوفر الآن في أمريكا اللاتينية وإندونيسيا والهند وكندا وأستراليا. في 17 مايو 2018 ، خضع البرنامج لعملية إعادة تصميم وبحسب ما قيل لغرض «جعله أكثر سهولة لجميع المستخدمين ولتوفير محتوى درس جديد حول إمكانية الوصول».